# Arvid Smit
Arvid Benjamin Smit (Heerhugowaard, 8 de Outubro de 1980) é um futebolista holandês que joga actualmente no FC Volendam, do Campeonato Holandês de Futebol.
Durante a sua carreira já passou pelo Campeonato Português de Futebol, tendo jogado na União Desportiva de Leiria, emprestado pelo Club Sport Marítimo, e no Club Sport Marítimo também.